# Stjepan Kukuruzović
Stjepan Kukuruzović (sinh ngày 7 tháng 6 năm 1989) là một cầu thủ bóng đá người Croatia gốc Thụy Sĩ thi đấu cho FC St. Gallen.

## Thống kê câu lạc bộ
| Câu lạc bộ          | Mùa giải | Giải vô địch | Giải vô địch | Cúp     | Cúp       | Cúp Liên đoàn | Cúp Liên đoàn | Châu Âu | Châu Âu   | Tổng cộng | Tổng cộng |
| Câu lạc bộ          | Mùa giải | Số trận      | Bàn thắng    | Số trận | Bàn thắng | Số trận       | Bàn thắng     | Số trận | Bàn thắng | Số trận   | Bàn thắng |
| ------------------- | -------- | ------------ | ------------ | ------- | --------- | ------------- | ------------- | ------- | --------- | --------- | --------- |
| Thun                |          |              |              |         |           |               |               |         |           |           |           |
| 2008–09             | 20       | 3            | 1            | 0       | 0         | 0             | 0             | 0       | 21        | 3         |           |
| 2009–10             | 30       | 7            | 4            | 1       | 0         | 0             | 0             | 0       | 34        | 8         |           |
| Tổng cộng           | 50       | 10           | 5            | 1       | 0         | 0             | 0             | 0       | 55        | 11        |           |
| Zürich              |          |              |              |         |           |               |               |         |           |           |           |
| 2010–11             | 27       | 1            | 3            | 0       | 0         | 0             | 0             | 0       | 30        | 1         |           |
| 2011–12             | 9        | 2            | 0            | 0       | 0         | 0             | 2             | 0       | 11        | 2         |           |
| 2012–13             | 28       | 5            | 3            | 0       | 0         | 0             | 0             | 0       | 31        | 5         |           |
| 2013–14             | 18       | 0            | 3            | 1       | 0         | 0             | 1             | 0       | 22        | 1         |           |
| Tổng cộng           | 82       | 8            | 9            | 1       | 0         | 0             | 3             | 0       | 94        | 9         |           |
| Ferencváros         |          |              |              |         |           |               |               |         |           |           |           |
| 2014–15             | 11       | 1            | 3            | 3       | 4         | 0             | 4             | 0       | 21        | 4         |           |
| Tổng cộng           | 11       | 1            | 3            | 3       | 4         | 0             | 4             | 0       | 21        | 4         |           |
| Vaduz               |          |              |              |         |           |               |               |         |           |           |           |
| 2015–16             | 35       | 4            | 1            | 0       | 0         | 0             | 4             | 0       | 49        | 4         |           |
| 2016–17             | 5        | 1            | 0            | 0       | 0         | 0             | 4             | 0       | 9         | 1         |           |
| Tổng cộng           | 40       | 5            | 1            | 0       | 0         | 0             | 8             | 0       | 49        | 5         |           |
| Tổng cộng sự nghiệp |          | 182          | 24           | 18      | 5         | 4             | 0             | 15      | 0         | 219       | 29        |

Cập nhật đến các trận đấu đã diễn ra tính đến ngày 14 tháng 8 năm 2016.

## Danh hiệu
FC Thun
- Swiss Challenge League: 2009-10

FC Zürich
- Cúp bóng đá Thụy Sĩ: 2013–14

Ferencváros
- Cúp bóng đá Hungary: 2014–15
- Cúp Liên đoàn bóng đá Hungary: 2014–15

FC Vaduz
- Cúp bóng đá Liechtenstein: 2015-16, 2016-17